# 宋賢 (嘉靖進士)
宋賢（1506年—1580年），字及甫，號定宇，直隸松江府華亭縣白沙里（頭橋鄉東新市）人，竈籍，明朝政治人物。

## 生平
嘉靖十三年（1534年）甲午科應天鄉試第二十二名舉人，二十三年（1544年）甲辰科三甲第一百四十五名進士。授浙江新昌縣知縣，丁母憂歸。三十一年（1552年）七月升廣西道監察御史，巡按甘肅，兼督學政，抵抗外虜內侵。三十五年（1556年）巡按四川，拒收賂金。三十七年丁父憂，因哭喪失明，家居二十余年，萬曆八年卒，享年七十五。

## 家族
曾祖宋鍇；祖父宋玉；父宋蕙，母吳氏。重慶下。弟宋士、宋吏、宋卿、宋相。三子：邦乂、邦交、邦叟。